# Thaumastoderma natlanticum
Thaumastoderma natlanticum is een buikharige uit de familie Thaumastodermatidae. Het dier komt uit het geslacht Thaumastoderma. Thaumastoderma natlanticum werd in 2008 voor het eerst wetenschappelijk beschreven door Hummon. 